# 菲利普·西德尼
菲利普·西德尼（英語： 1554年11月30日—1586年10月17日）英国诗人、宫廷官员、政治家、学者、军人，伊丽莎白时代最重要的人物之一。

## 生平
生于贵族家庭，接受当政治家和军人的教育，担任多种次要职位，后转而从事文学。1591年《爱星者和星星》（Astrophil and Stella）灵感来自于他对姑姑已婚女仆的激情，被认为是僅次於莎士比亚最好的伊丽莎白時期十四行诗。1595年的《诗辨》（An Apology for Poetry）作为一篇流畅的想象文学作品，将文艺复兴时期理论家的评论观点介绍给了英国。英雄浪漫史诗《阿卡迪亚》未完稿，但是是16世纪英国最重要的散文体小说。西德尼生前未发表任何作品，31岁在荷兰作战时负伤，后感染身亡，当时受到普遍哀悼，被认为是那个时代最理想化的绅士。

## 作品
- , 1578/1579
- 爱星者和星星（Astrophil and Stella, 1591）
- 诗辨（, 1595）
- 阿卡迪亞（Arcadia）：未完稿

阿卡迪亚分为两个版本，锡德尼在世时均未出版，仅以手稿形式在极小的范围内传阅。《旧阿卡迪亚》（约1580年完稿）为一部完整的作品。在此基础上，锡德尼进行了改写，后因其英年早逝未完稿，他的挚友格雷维尔按照自己保存的手稿将其出版。锡德尼的妹妹将两个版本的《阿卡迪亚》进行拼接，并与锡德尼的其他作品一同出版，这就是大众读者熟知的《新阿卡迪亚》。